# Actinoscelis astricta
Actinoscelis astricta är en fjärilsart som beskrevs av Turner 1923. Actinoscelis astricta ingår i släktet Actinoscelis och familjen signalmalar. Inga underarter finns listade i Catalogue of Life.